# Salafismo

Una mezquita salafista en Payyanur (India).

El salafismo (en árabe: السلفية‎, romanizado: al-Salafiyya), también conocido como el movimiento salafista, es un movimiento suní e islamista, catalogado como extremista, de carácter reformista y ultraconservador que surgió en la península arábiga durante la primera mitad del siglo XIX y que defiende un retorno a las tradiciones de los «predecesores piadosos» (salaf). El término «salaf» se corresponde con la obra de los principales estudiosos del islam de la época inmediatamente posterior a la muerte del profeta Mahoma, específicamente las tres primeras generaciones de musulmanes: el profeta Mahoma y sus compañeros, luego los Tabi'in y finalmente los Tabi' al-Tabi'in, de quienes se cree ejemplifican la forma pura del islam. En la práctica, los salafíes afirman que se apoyan en el corán, la sunna y la iyma (consenso) de los salaf, dando a estos escritos precedencia sobre lo que afirman son «interpretaciones religiosas posteriores».Los salafistas hacen una lectura literalista y ortodoxa de los textos fundadores del islam, el Corán y la Sunna, y consideran que su interpretación es la única interpretación legítima. Rechazan la imitación (taqlid) de las escuelas jurídicas medievales, las tendencias esotéricas y las innovaciones (bida'h) para evitar interpretaciones del Corán. 
Cabe distinguir el término salafismo tal y como se utiliza hoy en día del salafismo modernista, un movimiento de reforma elaborado principalmente por figuras reformistas como Jamal al-Din al-Afghani, Muhammad Abduh y Rashid Rida entre principios del siglo XIX y principios del siglo XX en el contexto de modernización de Egipto. Este salafismo modernista tenía como propósito el retorno al enfoque que caracterizaba el de los orígenes del islam, antes de que se esclerosara con las escuelas de jurisprudencia.Para finales del siglo XX, el término salafiyya empezó a ser aplicado también a movimientos extremistas que abogaban por una yihad violenta contra regímenes y órdenes sociales existentes musulmanes y no musulmanes que no se adhirieran a una comprensión rígida y literalista del corán y de la sunna. 
Históricamente, el salafismo hunde sus raíces en el movimiento tradicionalista de Ahl-el hadith entre los siglos VIII y IX y en el hanbalismo. El credo salafista es producto del aporte de teólogos como Ibn Hanbal, Ibn Taymiyya y Muhammad Abd el-Wahab, considerados como los padres fundadores del salafismo. Hoy, el salasfismo contemporáneo como movimiento activo y proteiforme evoca tres corrientes principales: quietista, político y revolucionario.

## Etimología
La palabra «salafismo» (en árabe: السلفية, as-salafiyya) proviene de la palabra «salaf» (predecesor o ancestro) y hace referencia al término de السلف الصالح, salaf as-salih (ancestros piadosos), que designa a las tres primeras generaciones de musulmanes que estuvieron presentes en el nacimiento y en el desarrollo del islam.
El concepto de Salaf as-salih designa al profeta Mahoma y a sus compañeros (en árabe الصحابة, as-sahaba) así como a las dos generaciones siguientes: los seguidores (tabi'in), y los seguidores de estos seguidores (tabi' at-tabi'in). En uno de los hadithes que compiló al-Bujari aparece el testimonio del compañero del profeta Mahoma, Abdallah Bin Masuud, que relató que el profeta había dicho que «la mejor gente es mi generación; luego los que les sigan y luego los que les sigan».
Conceptualmente hay dudas de quien usó el término salafiyya en primer lugar. Desde el siglo XII teólogos medievales como Ibn Taymiyya utilizan la noción de salafiyya en los textos islámicos pero no hay evidencias de que se refiera a una ideología en sí, sino que aparece como un epíteto. A finales del siglo XIX, Jamal a-Din al-Afghani y Muhammad Abduh protagonizaron un reformismo islámico en Egipto que más tarde sería conocido como «salafismo modernista». Durante su exilio en París, publicaron el periódico Urwa al Wuthqa cuyo eslogan era salafiyya. Aunque ambos reformadores hicieran referencia al término, ninguno de ellos se autoproclamó proponente de un movimiento salafista.
La primera vez que aparece el término salafiyya como movimiento o ideología fue en 1919, bautizado por el islamólogo Louis Massignon en la Revue du Monde Musulman. Massignon definió el término como «un grupo de reformistas islámicos que llevaban a cabo un movimiento transnacional de reforma modernista a finales del siglo XIX». Henri Laoust se basó en la teoría de Massignon y popularizó el neologismo «Salafismo» (as-salafiyya) con un artículo que publicó en 1932.
Actualmente, el «salafismo contemporáneo» es un movimiento multifacético y proteiforme de inspiración neofundamentalista que recibe la atención de multitud de académicos de sociología, política y religión que lo dividen en tres corrientes principales según las prácticas y las expresiones que adopta y según el contexto. El sociólogo Roel Meijer lo divide en:
- El «Salafismo quietista» o «salafismo purista», también conocido como «salafismo de predicación» (as-salafiyya al-da'wa) o «salafismo sheijista» preconiza un retorno al islam de los salaf a través de un discurso apolítico basado únicamente en lo religioso. Se asocia al salafismo que predican los sheij.
- El «Salafismo político» o «salafismo activista» (as-salafiyya al-harakiyya) se organiza en movimientos, asociaciones, sindicatos y partidos para participar activamente en la política.

- El «Salafismo yihadista» (as-salafiyya al-jihadiyya) o «salafismo revolucionario» reivindica el retorno al islam original a través de una acción armada.

## Evolución histórica del salafismo

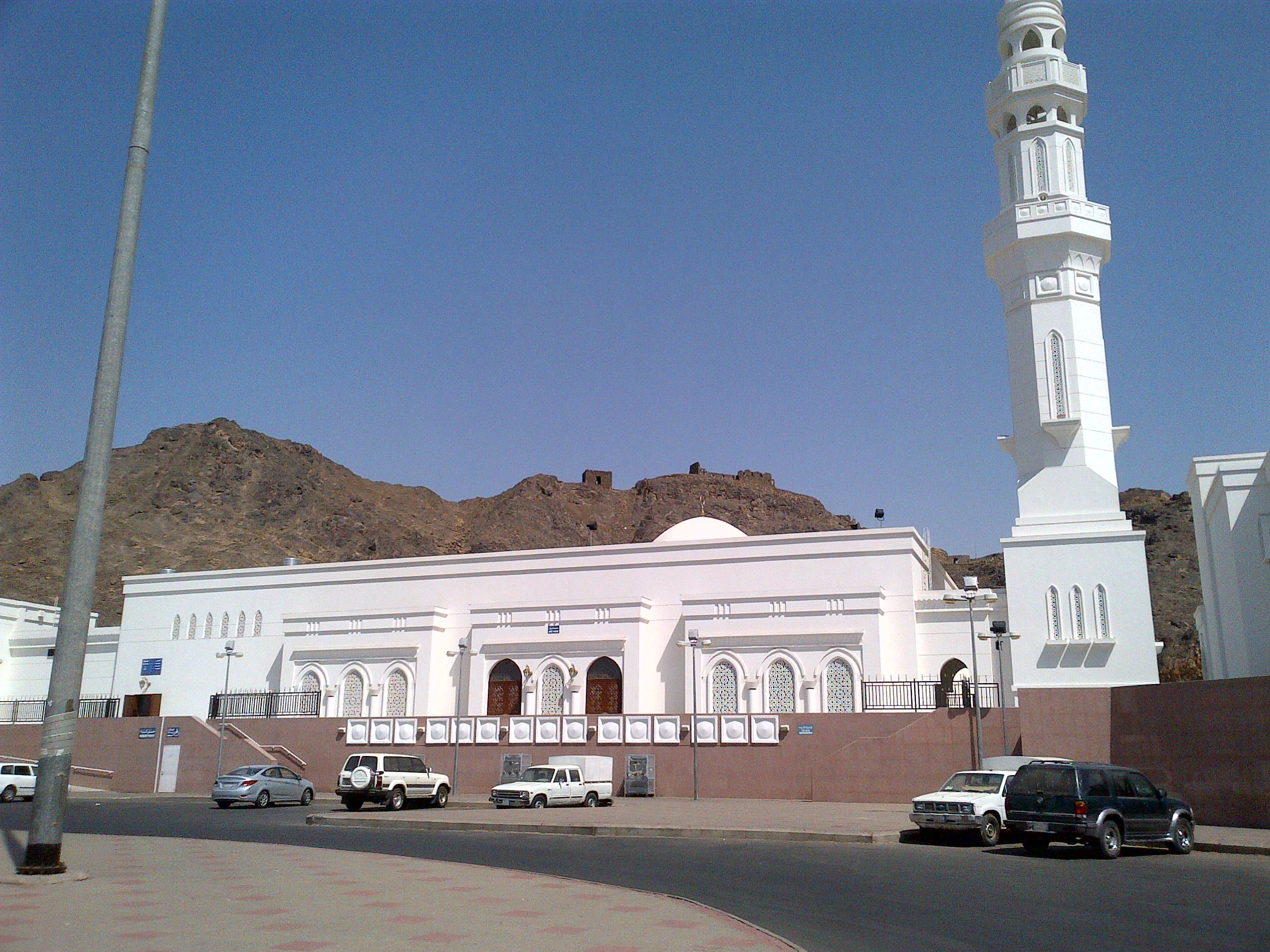
Este lugar es el campo de batalla de Khandaq.

En los orígenes de la ideología salafista encontramos al ideólogo Ahmad Ibn Taymiyya (Harran 1263-Damasco 1328). Este pensador musulmán vive de cerca la decadencia del mundo islámico, el contexto es de gran importancia para entender el pensamiento reformista que desarrolló a lo largo de su vida. En primer lugar se trata de una época en la que las cruzadas estaban todavía muy recientes, es más, los estados cruzados todavía sobrevivían. A ello se le suma la llegada de los mongoles a la zona, la destrucción de Bagdad en 1258 y el fin del Califato Abásida. Este ambiente de decadencia del mundo musulmán frente a potencias extranjeras es fundamental en el pensamiento desarrollado por Ibn Taymiyya. Es el primero en abogar por el regreso a los primeros tiempos del Islam con el Profeta y sus Compañeros. Su formación en la tradición jurídica hanbalí también es de gran importancia, la cual aboga por una lectura más literal del corán y de la sunna para legislar. Su principal obra fue Al-siyasa al-shar'iyya o «El Gobierno según la Sharía». En ella busca conseguir la pureza moral de la tradición hanbalí, no como sus predecesores, mediante la abstención de la intromisión en la política, sino mediante la aplicación de la sharía a los problemas del gobierno. Los gobernantes tenían el mero papel de administradores y se debían regir por la sharía para alcanzar el gobierno perfecto. Si el dirigente político iba en contra de la misma entonces la población tenía derecho a rebelarse y expulsarle. Se puede extraer de sus ideas que la religión no podía funcionar sin la autoridad política y viceversa, aunque sin duda la religión tenía un peso superior al ser el camino correcto para gobernar a los creyentes de forma correcta.
Por supuesto la obra de este autor de los siglos XIII y XIV es leída de diferentes formas por las distintas ramas salafistas. Por ejemplo la yihadista se centra en la declaración de la yihad que hace para expulsar a los infieles de las tierras musulmanas, siendo en aquella época los reinos cristianos y los mongoles. Para la época de los siglos XX y XXI el enemigo serían las potencias occidentales encabezadas por Estados Unidos. El renacer del salafismo se dará ya en el siglo XIX, ante un panorama parecido al que vivió Ibn Taymiyya. Aquí se hace necesario señalar que algunos autores retrasan un siglo el retorno de esta ideología, ligada al wahabismo fundado por Muhámmad Ibn Abd-al-Wahhab. No obstante hemos preferido separar ambas ideologías dado que no tienen un mismo objetivo, origen y contexto. Más adelante se verán más argumentos que reforzarán esta separación.
La siguiente periodización de los diferentes momentos del salafismo está sacada del libro de Anne-Clémentine Larrou (poner referencia). Esta autora divide la ideología en tres periodos a lo largo del siglo XIX y XX.

#### Primer período (hasta 1924)
Se trata de un momento en el cual el mundo musulmán debe hacer frente a la modernidad y a la colonización europea. El salafismo de esta época será de carácter reformista y no se consideran como salafistas, más bien reformistas se trata de «un compromiso entre un regreso a los valores de los padres fundadores del Islam y la integración de las novedades aportadas por Occidente». Los tres principales ideólogos de este primer momento del salafismo son: Jamal al-Din al-Afghani (1837-1897), Muhammad Abduh (1849-1905) y Muhammad Rashid Rida (1865-1935). Afghani fue el primero de estos pensadores, su pensamiento trata de dar una respuesta al atraso del mundo islámico respecto a las potencias occidentales. «Al-Afghani cree necesario que el desarrollo científico se apoye en un espíritu filosófico, afirmación que sirve de pórtico a la actitud salafí, de evocación del tiempo de los piadosos antepasados, el primer Islam que suscitó ese espíritu filosófico y lo concretó en el plano jurídico en la sharía. Desde esa plataforma cabe pensar en un futuro arraigo en la ciencia moderna en los países musulmanes, del mismo modo que los primeros creyentes fueron capaces de asimilar los conocimientos de los países de su entorno». A ello añade que uno de los principales motivos del atraso del mundo islámico es la presencia de déspotas autoritarios que han perdido de vista el verdadero Islam. Por lo tanto un cambio político en dirección al establecimiento de un gobierno constitucional o incluso republicano se hace necesario para poder avanzar.
Muhammad Abduh fue discípulo de Afghani y llegó a ser Mufti de Egipto entre 1899 y 1905. A diferencia de su maestro tuvo una carrera mucho más religiosa y por lo tanto profundizo más en este tema a la hora de elaborar su obra. Idealiza los primeros momentos del Islam y diferencia esta religión de las otras afirmando que es una religión más tolerante y el uso de la razón para alcanzar la verdad. Afirma que la búsqueda del bien común es el fin último de las leyes que provienen de la sharía. A diferencia de su maestro piensa que es necesaria una figura autoritaria en el poder para realizar la reforma que necesita el mundo musulmán. «La obra de Abduh sitúa al pensamiento musulmán en una bifurcación: un camino lleva a la modernización, tanto que el otro, en nombre de los valores del tiempo de los “piadosos antepasados”, en sentido salafista asume la utopía arcaizante de la edad de oro originaria. Para Abduh no existía contradicción alguna, pues, en contra de lo que luego ha de suceder con la misma imagen, la degeneración registrada a partir de los primeros momentos era lo que había bloqueado el acceso de los musulmanes a la modernidad».Rashid Rida es el último de estos reformadores. Fue discípulo de Abduh en Egipto y fundador del periódico Al-Manar. Su ideología se basa en el despertar de los árabes como base para restaurar el primer Islam. Según él la llegada de pueblos no árabes al poder es el principal motivo de la decadencia del mundo islámico. Aquí se puede ver la gran oposición que hace frente a la dominación otomana, además de considerarles culpables de la creciente influencia occidental en la zona. El modelo de gobierno que propone sería una república tras la deposición del califa otomano, dado que se habría desviado de la sharía y del bueno gobierno de la Umma o comunidad de creyentes. Tenía por objetivo establecer un Imperio árabe pero con dirigentes electos por la nación. Aquí se puede ver al panarabismo en su pensamiento.

### Segundo período (1924–1954)
La segunda etapa del salafismo comenzaría en 1924 con el fin del califato tras la caída del Imperio otomano. Aunque el título de califa carecía de un poder real, lo cierto es que causó una conmoción en el mundo musulmán. El principal ideólogo salafista de este momento fue Hassan Al-Banna (1906-1949), discípulo de Rashi Rida. En 1928 fundó los Hermanos Musulmanes en Egipto, el primer partido político de carácter salafista. Esto es de gran importancia porque marca una diferencia con el periodo anterior dado que ahora el proyecto de reforma es político desde el principio. Al-Banna tiene una gran influencia sufí, aunque en la práctica rechaza esta rama mística del Islam. Promueve la acción política práctica, el creyente debe trasladar su pensamiento a la acción. Reprochó a los ulemas su inacción política, pues esta es una de las causas de la decadencia musulmana. No obstante, la acción en este momento no es violenta, sino pedagógica. Continúa con la idea de retorno a unos orígenes del Islam míticos, promoviendo que el Corán y la Sunna sean las fuentes que rijan la vida del creyente. Rechaza la política separada de la religión y promulga el establecimiento de un partido único en el poder dado que piensa que el faccionalismo fue lo que destruyó aquel pasado glorioso. Al igual que su maestro critica a los pueblos no árabes por permitir la decadencia del Islam (turcos e iranios) y es un ferviente antioccidentalista. Por lo tanto aquí tenemos una evolución del salafismo hacia una postura práctica gracias al establecimiento de un partido político que encauce la acción.

### Tercer período (1954–1992)
El siguiente periodo comienza en 1954 con la expulsión de los Hermanos Musulmanes de Egipto por parte de Nasser. Estos deben exiliarse y se refugian en países vecinos, sobre todo en Líbano, Jordania y Arabia Saudí. Su llegada al reino de los Saud servirá para radicalizar sus posturas y acercarse al pensamiento wahabí. A ello se suman las tesis del pensador de este nuevo periodo, Sayyid Qutb (1906-1966). Formó parte de los Hermanos Musulmanes y participó en la revolución contra el rey Faruk en Egipto. Posteriormente sufre la persecución que realiza Nasser contra los Hermanos y es encarcelado en 1954. Su ideología se fragua en esos diez años que pasa en prisión. Para él los que se oponen a la islamización del estado y de la sociedad son yahilies (paganos). El Corán tiene todo lo que se necesita saber y además el islam no tiene nada que aprender de Occidente dado que es perfecto. Es partidario de una acción misionera sobre la sociedad para islamizarla y así conseguir sus objetivos. No obstante, si el estado respondía con violencia y violaba la libertad, la yihad se hacía necesaria. Por lo tanto es el primer pensador en abogar por la violencia, aunque solo en caso de que haya una provocación previa. Muere ejecutado en 1966. La persecución por parte del estado egipcio es clave para entender el desarrollo de este pensamiento. A partir de entonces las ideas de Qutb se integran en la ideología de los Hermanos Musulmanes, consiguiendo que adquieran la acción misionera sobre la sociedad y al mismo tiempo la violencia si es necesaria. Que muchos terminen en Arabia Saudí también tiene mucho que ver en la radicalización que sufren durante este periodo. Parte de la confusión que lleva a clasificar al wahabismo como salafismo tiene su origen aquí, dado que ambas ideologías se alían temporalmente formando lo que se ha denominado wahabo-salafismo. Gracias a los petrodólares saudíes los Hermanos Musulmanes se van difundiendo por todo el mundo islámico e incluso por Occidente. No obstante esta alianza se rompe definitivamente en 1992 cuando los Hermanos Musulmanes critican duramente al estado saudí por apoyar a Estados Unidos durante la Primera Guerra del Golfo, hecho que les llevará a ser expulsados de los países del Golfo Pérsico. No obstante en este momento el partido ya está implantado en muchos países musulmanes.

## Elementos ideológicos comunes a todas las corrientes salafistas
Aunque los fundamentos sobre los que se asienta el salafismo se han ido viendo anteriormente junto a su desarrollo, y se seguirán estudiando en el apartado que incluye los tipos de salafismo actuales, se tratarán a continuación. El conjunto de corrientes salafistas constituyen un movimiento que pretende imponer una visión extrema del islam, a través del retorno a una supuesta fe original, aquella de los «piadosos predecesores», que en realidad busca justificar y facilitar el expansionismo político saudí mediante el uso político de la religión. Los salafistas rechazan todo aquello que dicen identificar como interpretaciones humanas posteriores a la revelación del Profeta. Se trata por tanto de un movimiento extremista que condena igualmente las prácticas del islam tradicional a lo largo del planeta (acusadas de ser supersticiones) como gran parte del pensamiento teológico musulmán, considerado como portador de «innovaciones», es decir, creaciones de la razón humana que se alejan del supuesto mensaje divino que justificaría el dominio político de la dinastía saudí sobre todos los musulmanes. El salafimo rechaza igualmente cualquier avance sociopolítico en la sociedad, particularmente la democracia y el laicismo, responsables de «corromper la fe musulmana».
Tal como pone de manifiesto Bernard Rougier, «los salafistas se emancipan de la tradición fundada por las escuelas jurídicas e inventan un nuevo islam».  Construyen, en efecto, una nueva lectura del islam que afirma fundarse en el corán y la sunna, es decir, el conjunto de hadices (los hechos y palabras predicados a Mahoma y sus compañeros). Los salafistas pretenden a su vez imitar a Mahoma en todos los actos de la vida cotidiana, incluidos la forma de comer o de vestirse.
Como ya se ha dicho este movimiento tiene muy en cuenta a la tradición jurídica hanbalí y por lo tanto realiza una lectura más literal que las otras tradiciones de los textos sagrados. Estos están en contra de las innovaciones o bid’a, dado que,para ellos, el islam en sí mismo es perfecto y no necesita de ninguna innovación; también hacen mucho hincapié en el término tawhid en referencia a la unicidad de Alá, así como del credo. Esto quiere decir que rechazan cualquier tipo de Islam que no sea el suyo, pues consideran que solo hay una forma de ser un buen musulmán y que todo lo demás está mal. Por ello quieren realizar una purificación del credo y conseguir así uno único. La sharía debe ser aplicada por el estado a la sociedad dado que es perfecta y procede de Dios. 
Todo esto indica que esta doctrina no está solo en contra de los no musulmanes, sino también de aquellos musulmanes que no siguen el salafismo como única vía para ser un buen musulmán. Esto, por supuesto, incluye a los chiíes. La hisba es otro elemento que consiste en ordenar el bien y prohibir el mal, por supuesto ellos serían los buenos y el resto lo malvado. Esta separación entre bien y mal tiene un gran peso dentro del salafismo. Por supuesto los elementos doctrinales han ido cambiando a lo largo de su desarrollo o se ha dado más peso a unos que a otros.

### Diferencia entre salafismo y wahabismo
Como ya se ha dicho previamente algunos autores incluyen el wahabismo como una ideología más dentro del salafismo. Es cierto que tienen elementos en común, como la gran importancia de la sunna y el corán para articular la sociedad musulmana, la gran influencia de la doctrina jurídica hanbalí, que aboga por una lectura literal de los textos, la referencia continua al glorioso pasado del islam temprano del Profeta y sus Compañeros, aunque su visión sea muy utópica, etc. A esta visión obviamente contribuye el tercer periodo del salafismo del que se ha hablado antes con la llegada de los Hermanos Musulmanes a Arabia Saudí. 
No obstante las diferencias, desde el punto de vista de otros autores, también son grandes. En primer lugar un origen temporal diferenciado, dado que el wahabismo surge en el siglo XVIII y el primer salafismo o reformismo surge un siglo después. Esto es importante porque el comienzo de la influencia occidental se da en el XIX, en el siglo XVIII no había colonización en la zona. El rechazo a Occidente es de gran importancia para los salafistas y aparece desde sus orígenes. Además permanecen fieles a este principio, dado que la ruptura entre el wahabismo y el salafismo que se da en 1992 viene precisamente por la alianza saudí con Estados Unidos, estaban prestando ayuda a los que mataban a musulmanes en Irak. A esto se le suma el origen geográfico. Las dos primeras etapas del salafismo y prácticamente todos sus ideólogos, desarrollan su carrera en Egipto. El wahabismo en cambio se desarrolla en la Península arábiga. También tiene gran importancia el hecho de que el wahabismo es aliado del poder, la familia Saúd, desde el principio. El salafismo comienza como una ideología sin una acción práctica, la cual toma forma finalmente con el partido de los Hermanos Musulmanes. Es decir, sufre una evolución diferente. Todos estos motivos son los que llevan a escribir que ambas ideologías son diferentes en sus orígenes, aunque posteriormente hay una alianza y un intercambio de ideas entre ambas. Para saber más consultar la página de wahabismo.

## Las diferentes tendencias del salafismo contemporáneo

### Salafismo quietista
Esta tendencia se caracteriza por un compromiso del dogma exclusivamente religioso. Los quietistas se centran en un discurso estrictamente religioso fundado sobre la necesidad de volver al islam de los salaf y rechazan la visión política del islam por ser causa de fitna y hizbiyya, dos términos concebidos por los predicadores salafistas quietistas como una amenaza a la unidad de cohesión de la umma. La prioridad absoluta de los predicadores quietistas es crear un movimiento social cuyo fin permita una estructura de la sociedad acorde al islam originario.
Esta corriente se desarrolló a partir del proselitismo de antiguos estudiantes y grupos estudiantiles procedentes de universidades y centros de formación islámica de Yemen, Jordania y Arabia Saudita. En particular, se inspira de la teoría del sheij Muhammed Naser al-Din al-Albani, «tasfiyatu wa tarbiyah» (la purificación y la educación): por una parte, purificar la religión de las «innovaciones» que la alejan de la auténtica fe para volver a la religión transmitida por el profeta y, por otra parte, educar a los musulmanes con esta fe purificada para que abandonen las prácticas religiosas anteriores.
Aunque algunos expertos califican a los quietistas como pacifistas, existen algunos predicadores, teóricos y movimientos salafistas que, marcados por las circunstancias han alimentado el terreno del salafismo yihadista, tales como las bases de muyahidines en Afganistán durante los años 1980, los grupos salafistas de la Revolución tunecina de 2011 o grupos salafistas contra los hutíes en la Guerra civil de Yemen. A pesar del antagonismo con los salafistas yihadistas, los quietistas también defienden el compromiso con la yihad defensiva, e incluso ofensiva, para hacer uso de ella según las circunstancias. Tal y como afirma el quietista al-Albani, «la yihad es una obligación», sin embargo, piensa que las comunidades musulmanas no están todavía preparadas para esta etapa para la cual se debe pasar previamente por un proceso de «purificación y educación» de las sociedades: «Para establecer la yihad debemos empezar por purificación y educación».
Por otra parte, los salafistas yihadistas acusan a los quietistas de actuar como instrumentos de autoridad por su relación con los gobiernos durante el auge del islamismo. Varios países como Marruecos, Argelia, Egipto y Yemen han utilizado el salafismo como un instrumento de control social y de contención de posibles contestaciones islamistas. Los gobiernos autorizan la predicación de los predicadores quietistas para ejercer un mayor control en la islamización de la población y asegurarse de que las revindicaciones sobre el retorno del islam de los salaf no se conviertan en revindicaciones políticas de oposición al gobierno. En Arabia Saudita, el salafismo quietista es promovido por las autoridades para evitar tendencias politizadas.

### Salafismo político
El salafismo político defiende una lectura política del salafismo fundada sobre la creación de partidos, sindicatos y asociaciones como medios pacíficos de acceder al poder o de hacer presión sobre él. Los salafistas políticos perciben la política como un instrumento que sirva para transmitir y propagar el islam de los salaf. Esta visión militante del islam se inspira sobre los principios de los Hermanos Musulmanes. En Arabia Saudita se desarrolló el-Sahwa el-Islamiyya, el Despertar Islámico, un movimiento salafí inspirado por los Hermanos Musulmanes cuando se refugiaron en el reino saudí en los años 1960.
En contextos semidemocráticos, los salafistas entran en la política a través de la vía electoral, formando partidos propios o aliándose con partidos islamistas. En Egipto, Túnez, Kuwait y Yemen, la formación de partidos políticos salafistas tuvieron éxito electoral tras las Primaveras Árabes. En Egipto, el Bloque Islámico formado por el Partido el-Nour, Partido al-Asala y el Partido Construcción y Desarrollo obtuvo un 27% de los votos y 123 diputados en las Elecciones legislativas de 2011.
Meijer distingue dos vías ideológicas diferentes del salafismo político: por una parte, el «salafismo gestionario» se basa en la unión de la visión política y social del islam de los Hermanos Musulmanes con la perspectiva rigorista y ortodoxa del islam. Esta corriente está representada por la Liga Mundial Islámica, creada el 15 de diciembre de 1962 por el príncipe Faysal. Los predicadores de esta organización defienden la visión literalista del islam; se inspiran en teólogos salafistas como Ibn Baaz y al-Albani. Por otra parte, el «salafismo contestatario» nace como una oposición a los regímenes árabes y a las sociedades occidentales durante la represión que ejercen los regímenes árabes contra la ideología salafista en los años 1990. Al igual que el «salafismo gestionario», también se inspira en las formas clásicas del islam político con una lectura literalista del islam y su propósito es reislamizar las sociedades y establecer un Estado Islámico en los países musulmanes. Sin embargo, se organiza en asociaciones y es difundido por personalidades carismáticas como Ali Belhadj.

### Salafismo yihadista
Ciertos grupos y predicadores del salafismo revolucionario preconizan la yihad en una dimensión de lucha armada. El salafismo yihadista se distingue de las otras tendencias de salafismo en que prioriza la lucha armada sobre la predicación religiosa y se caracteriza por situar a la yihad en el centro de la creencia religiosa considerando que cualquier musulmán está autorizado a pronunciar una yihad obligatoria e individual.
Roel Meijer distingue tres tendencias del salafismo revolucionario según el contexto en el que se desarrolle: 
- La primera aspira a la toma del poder nacional y al establecimiento de un estado islámico. Numerosas organizaciones terroristas inscriben su combate en este tipo de salafismo, tales como grupos islámicos armados, el Takfir Wal Hijra y el Grupo salafista para la predicación y el combate (GSPC), cuyos miembros han sido entrenados en Afganistán.
- La segunda obedece a una lógica internacionalista. La yihad se desterritorializa y se une a redes transnacionales cuyo enemigo común es Occidente. Esta forma de salafismo yihadista se encarna en Al Qaeda y en sus estructuras de organización que le prestan lealtad como el GSPC y Jabhat Fateh el-Sham.
- La tercera defiende una yihad defensiva frente a las amenazas que se presenten contra el islam y la umma, en ese caso la violencia sería justificada.

En 2016 el jeque saudita Adil al-Kalbani, ex imán de la Haram (mezquita sagrada) en La Meca, dijo públicamente que el salafismo resultó en ISIS y tiene las mismas creencias que los salafistas.

#### Justificación de la yihad
La etimología del término yihad se refiere al esfuerzo dirigido a un objetivo determinado. El sentido del concepto «yihad» ha evolucionado a lo largo de la historia y ha sido empleado por teólogos y académicos según el contexto. De esa manera, han ido desarrollando distintas categorizaciones teológico-jurídicas de tipos de yihad en el islam.
Durante la época mequí (610-622) la yihad tenía una significación moral y espiritual como esfuerzo personal del musulmán. En la época mediní (622-632) el término es orientado hacia «una lucha individual y colectiva contra los paganos en La Meca». Algunos conceptos salafistas de Ibn Taymiyya elevaron la yihad al rango de obligación religiosa, a la misma altura que los cinco pilares del islam. A partir del siglo X el discurso de la yihad quedó relegado hasta resurgir en el siglo XIX con los reformadores Sayyid Jamal al-Din al-Afghani, Muhammad Abduh y Rashid Rida. Este discurso se radicaliza durante el siglo XX con teóricos como Abu Ala Maududi, Sayyid Qutb, Abdel Salam Faraj y más tarde con Abdallah Azzam, Aymán al-Zawahirí y Osama bin Laden, los tres exponentes de Al-Qaeda. Estos promotores de un salafismo radical legitimaban, a través de la yihad, el uso de la violencia, tanto contra los no musulmanes como contra los gobiernos musulmanes que consideraban impíos.
Al-Maududi, uno de los ideólogos islamistas más influyentes del siglo XX, considera que «en realidad el islam es una ideología y un programa revolucionario que busca alterar el orden social de todo un mundo y reconstruirlo conforme a nuestros propios ideales y principios [...]» donde «[...] yihad se refiere a esa lucha revolucionaria y al máximo esfuerzo que el Partido Islámico pone en juego para lograr ese objetivo».

#### Doctrina de la yihad en la India colonial
Syed Admed Shaheed Barelvi hizo una llamada a la yihad a principios del siglo XIX, con la intención de crear un estado islámico en la región de Peshawar basado sobre el respeto de la sharia y sobre el rechazo de todo lo proveniente de Occidente. Este movimiento político, militar y religioso fue bautizado por los británicos como «wahhabita» por la analogía con la doctrina del movimiento saudita. Sin embargo, es conocido como movimiento barelví para diferenciarlo del movimiento deobandi, un movimiento del islam sunita influido por el movimiento wahhabita de Arabía Saudita y con una ortodoxia próxima al salfismo.
Shadeed Barelvi y su movimiento son considerados los predecesores intelectuales Abu Alal Maududi. Al-Maududi, inspirado en el movimiento barelví y en los razonamientos de Ibn Taymiyya sobre temas como la sharia y la apostatía, desarrolló el Partido de Dios (Hizb Allah) y el Partido de Satan (Hizb al-shaitan) el cual introducía el concepto de paganismo moderno (Jahiliyya moderna). La analogía estaba hecha con el profeta Mahoma que combatía el paganismo quraishi de la Meca. Fundó Jamaat el-islami en Lahore en 1914, una organización religiosa cuyo objetivo es establecer un estado islámico en Pakistán gobernado por la sharia.

#### La transformación de la doctrina por los Hermanos Musulmanes
Las tesis de Maududi tuvieron una gran influencia sobre los Hermanos Musulmanes y, en particular, sobre uno de sus miembros, Sayyid Qutb, que trató de llevar a cabo un proyecto similar en Egipto. En sus trabajos,Qutb ofrecía su visión radical de la yihad e introducía el concepto de la jahiliyya (ignorancia) para referirse a los gobernantes musulmanes que no aplicaban la sharia. De acuerdo con la doctrina isámica, la yihad se refiere a una medida defensiva ante los actos de agresión contra el islam y la umma (comunidad musulmana). Sin embargo, Qutb también defendía una yihad ofensiva.
Mohammad Abd el-Salam Faraj será quien situará la yihad ofensiva como la obligación primera de todo musulmán, siempre y cuando la sharia no este aplicada. Su panfleto descubierto en 1916 y titulado al-Farida al-Gha'eba («La obligación olvidada»), representa una exposición exhaustiva de las razones para luchar contra enemigos internos y por él reclama el establecimiento de un estado islámico. El argumento de Faraj se basa en una selección de hadices y en una fatua de Ibn Taymiyya que invoca el verso 5:47 del Corán: «Aquellos que no juzgan lo que Dios ha revelado, aquellos son los perversos», y los emplea para hacer una llamada a la yihad contra los mongoles, los cuales se negaban a aplicar la sharia. Actualmente, esta teoría es muy recurrente en la ideología del salafismo yihadista actual y organizaciones como el Estado Islámico construyen su doctrina con base en ella.

#### La Guerra de Afganistán y la emergencia del salafismo yihadista
Todo esto se desarrolla durante la Guerra de Afganistán (1979-1989) donde los salafistas venidos de Arabia Saudita absorben la teorización de los Hermanos Musulmanes que habían llegado para combatir. En el contexto de este conflicto, aparece Abdallah Azzam, cofundador de Al-Qaeda junto a Osama Ben Laden, considerado el padre del yihadismo global. Es el autor de numerosas obras y seminarios de la literatura yihadista que defienden que el yihadismo necesita una base territorial donde los jóvenes musulmanes puedan recibir una educación de la yihad (tarbiyya jihadiyya) En 1984, lanzó la fetua «defensa de las tierras musulmanas» por la cual buscaba un acercamiento a la yihad. Consideraba que el creyente debe ser primero piadoso, antes de invitar a los no creyentes a convertirse. Si estos últimos rechazan convertirse, entonces deben ser abatidos. La fetua de Faraj está dirigida para construir una yihad como obligación individual (fard al-ayn). En 1996, Osama bin Laden lanzó un llamamiento a todos los musulmanes: «[...]El pueblo del islam ha sufrido agresiones, iniquidades e injusticias que le han sido infligidas por la alianza entre los cruzados sionistas y sus colaboradores[...]» para justificar su llamamiento a las armas.

## Movimientos salafistas por países

### África del Norte

#### Argelia
La aparición de la ideología salafista en Argelia interviene a principios del siglo XX influido por el movimiento de renacimiento, el-Nahda, que ambicionaba la reforma del islam en medio del paradigma de modernidad. El primer contacto que tuvo Argelia con el salafismo fue durante la visita del reformador salafí Muhammed Abduh a Argel en 1903. Durante su estancia, Abduh reunía una multitud de musulmanes argelinos en la Mezquita de Belcourt donde difundía la ideología salafista a través de su discurso religioso sobre las Sura al Asr (103 azoras del Corán). Abduh fue una pieza clave en las dimensiones religiosa y política del reformismo argelino: en el ámbito político proponía que los musulmanes argelinos siguieran el camino de la emancipación y la educación, mientras que en el campo religioso defendía un retorno al islam de los ancestros.
Las ideas del reformismo islámico de Abduh fueron significantes para la ideología nacional argelina y para la construcción posterior de la nación. Durante los años 1930, la Asociación de los Ulemas Argelinos (al-silah al-siyasi) estuvo profundamente influida por el salafismo y la mayoría de las actividades religiosas y culturales que organizaban se construía sobre la idea de retorno del islam argelino a su pureza original, lejos de las supersticiones y el fetichismo. Las enseñanzas de las Ulemas chocaban con la doctrina de las zawiyas tradicionales argelinas de naturaleza sufí y morabita.
Durante los años 1980, la corriente salafista en Argelia estuvo influida por la corriente wahabita importada por el retorno de estudiantes argelinos que partieron durante los años 1960 a las universidades islámicas de Arabia Saudita.
Durante la Colonización francesa de Argelia (1830-1962) aparece el salafismo yihadista como una corriente insurgente que se legitimaba como la heredera directa y más auténtica de los guerrilleros que combatieron contra las tropas francesas y los pied-noirs. Aunque Abd el-Qader hiciera el primer llamamiento a la yihad contra la ocupación francesa en 1837, no será hasta los años 1970 el momento álgido del yihadismo en Argelia. Influido por la Guerra de Afganistán (1979-1989) y la posterior Invasión de Irak en 2003, el yihadismo argelino desembocó en una espiral de radicalización y de violencia integrista que condujeron a la sociedad argelina hacia el enfrentamiento armado y a la fracturación política y social. La formación de grupos de tendencia salafista radical como el Grupo Islámico Armado (GIA), reconvertido a su vez en el Grupo Salafista para la Predicación y el Combate (GSPC) y, por último, en Al Qaeda en el Magreb Islámico (AQMI) manifiesta el desarrollo del salafismo radical en el interior del país.

#### Egipto
Hay entre 5 y 6 millones de salafistas en Egipto, aunque carecen de organización institucional o liderazgo común. El Gobierno de Egipto ha prohibido varios libros asociados con el salafismo.
La Al-Sunna Al-Muhammadeyya Society es el principal grupo salafista de Egipto. Fue fundada en 1926 por Sheikh Mohamed Hamed El-Fiqi, cuyas ideas eran contrarias al sufismo. Ansar-Al Sunna sigue el tahwid tal y como lo predicaba Ibn Taymiyyah.
Otra organización salafista relevante es Salafist Call. Surgió en la década de 1970 en el ámbito estudiantil. Muchos de sus miembros terminaron uniéndose a la Hermandad Musulmana.
Tras la revolución egipcia de 2011, Salafist Call creó el Partido al-Nour. El Partido al-Nour tiene una ideología islamista ultraconservadora, que cree en una interpretación estricta de la sharia. En las elecciones parlamentarias de 2011–2012, el Bloque Islamista, liderado por el Partido al-Nour, obtuvo 7 534 266 de un total de 27;nbsp;065;nbsp;135 sufragios (el 28%), lo que lo otorgó 127 escaños de un total de 498. Esto colocó al bloque en segundo lugar, tras el Partido Libertad y Justicia de la Hermandad Musulmana. De los 127 escaños obtenidos por el Bloque Islamista, 111 correspondían al Partido al-Nour.
Ha habido varios intentos de disolver el partido por la vía judicial. Una demanda para disolver el partido se presentó ante el Juzgado de Asuntos Urgentes de Alejandría, que el 26 de noviembre de 2014 desestimó la demanda alegando que el tribunal carecía de jurisdicción.
Según Ammar Ali Hassan de al-Ahram, el movimiento salafista y la Hermandad Musulmana están de acuerdo en que creen que se debe islamizar la sociedad egipcia, por ejemplo, restringiendo el derecho a la propiedad para forzar a todos los musulmanes a dar limosna. Sin embargo, el movimiento salafista ha rechazado totalmente la posibilidad de que las mujeres o los cristianos puedan ejercer cargos políticos. El salafismo también ha criticado la actitud relativamente tolerante de Egipto hacia Irán, un país de mayoría chiita.

#### Marruecos
Los primeros contactos entre Marruecos y el salafismo se remontan al siglo XIX. Mulay Sulayman, sultán de Marruecos, tenía contacto con Abdallah Ibn Saoud, líder de los wahhabitas del Nechd, el cual sugirió al sultán de adoptar el wahhabismo. Mulay Sulayman introduce el salafismo de tendencia wahhabí en Marruecos, y esta corriente influiría a juristas, ulemas, sheijs y cadis al mismo tiempo que provocaría reacciones hostiles por pare de cofradías y zawiyas.
El salafismo reformador tuvo éxito entre las clases burguesas de Marruecos que, amenazadas por los intereses económicos del Protectorado francés, adoptaron el salafismo para llevar a cabo las movilizaciones contra la ocupación. Figuras como Alal el-Fassi fundaron el núcleo del nacionalismo marroquí apoyados sobre la ideología salafí que estaba en plena expansión.
A principios de los años 1980, el wahhabismo se introduce en Marruecos impulsado por las inversiones de los países del Golfo, en particular Arabia Saudí, a través de universidades islámicas y fundaciones establecidas en el país y por estudiantes y predicadores que habían vuelto a Marruecos después de haber realizado sus estudios en Arabia Saudita.
Durante el reino de Hassan II, el wahabismo estuvo apoyado por el Estado por razones políticas con vistas a paliar la oposición a la monarquía, principalmente los movimientos de izquierdas y los islamistas en las universidades de Marruecos. Las facultades de letras se convirtieron en el núcleo del wahhabismo y del salafismo donde convergían distintas tendencias que, en algunos casos, se enfrentaban entre sí.
La Guerra del Golfo de 1990 provocó una escisión en el seno del wahhabismo en Arabia Saudita y,como consecuencia, en Marruecos. Los años 90 estuvieron marcados por la aparición del salafismo yihadista. Los predicadores abandonaron su tendencia de salafismo quietista para aproximarse a una visión más violenta del salafismo por la aparición del salafismo promovida por teóricos como Abu Qatada, Abu Bassir y Abu Mohammed el-Madissi. El salafismo yihadista marroquí está compuesto por grupúsculos que, aunque pueden tener divergencias entre sí, comparten una concepción rigorista del islam, que puede calificarse como «neo-hanbalita». Los exponentes del salafismo yihadista marroquí son Mohammed Fizazi, Ahmed Rafiki y Youssef Fikri.
Actualmente, la corriente salafista dominante en Marruecos es el salafismo quietista con asociaciones que realizan actividades de reflexión y predicación sin una dimensión política. Aunque el salafismo político marroquí tiene su origen en el siglo XIX, la incorporación de salafistas en el plano político ha sido creciente desde las Primaveras árabes con la integración de salafistas en partidos como Istiqlal y Partido de la Justicia y el Desarrollo.

#### Túnez
El salafismo en Túnez aparece en época colonial a partir de viajes del nacionalista Abdelaziz Thaalbi a Egipto desde 1899 y, más tarde, a las estancias de Muhammad Abduh en Túnez. El panfleto que publica Thaalbi en 1919 en París, La Tunisie martyre, es un referente para el partido el Destour que fue fundando por Jóvenes Tunecinos y salafistas en 1920. En estos años,Túnez se convierte en el punto central de formación de salafistas en el Norte de África y la Zitouna se convierte en uno de los centros principales de difusión del salafismo con sheijs como Tahar Ben Achour que se dedican a la enseñanza de la salafiyya.
Durante los años 1980, el salafismo tunecino se consolidará como un producto de los desacuerdos internos del Movimiento de la Tendencia Islámica, que más tarde sería el partido Ennahda. Algunos de sus miembros dejaran el partido para crear en 1986 el Frente Islámico Tunecino (FIT), primer grupo salafista del país que fue desmantelado como consecuencia de la represión ejercida por el gobierno durante los años 1990.
En 2011, el salafismo manifiesta una nueva aparición tanto en el plano social como político de Túnez alimentado por la liberación de los miembros del FIT y de otros colectivos salafistas y por el retorno de tunecinos diplomados en universidades de Arabia Saudí que tratarán de estructurar el movimiento salafista en asociaciones y partidos políticos durante la Primavera Árabe. Durante la revolución, emergen grupos salafistas de diferentes tendencias en el dominio público: por una parte la tendencia quietista que se mantiene bajo el régimen de Ben Ali y cuya posición es contraria a la formalización y la institucionalización del salafismo y, por otra parte, una tendencia política que consigue ganar terreno en el país. El fin de la revolución tunecina da lugar a la legalización de ciertos partidos políticos salafistas y a la formación de otros nuevos que van a aprovechar la transición democrática de Túnez para tratar de establecer sus proyectos políticos. El primer partido legalizado tras la caída de Ben Ali es Jabhat al islah, cuyos miembros se consideran los primeros salafistas modernos en Túnez desde los años 1980.
El elemento común que caracterizó a las asociaciones políticas y partidos salafistas durante la Revolución tunecina fue la mediatización de su discurso. Así, el uso de los medios de comunicación les proporcionó una vía de representación y de reconocimiento del movimiento salafista que había estado reprimido durante el régimen de Ben Ali.
Además de la aparición del salafismo político y el salafismo quietista durante la Revolución de 2011, el salafismo yihadista también experimentó un auge entre la juventud tunecina. Desde la legalización de Ansar el Chariaa en 2011, el partido trató de introducirse en el movimiento de institucionalización con la intención de obtener una representación del movimiento salafista radical en el dominio político de Túnez.
En 2013, el gobierno tunecino restringió el movimiento salafista en el país como consecuencia del asesinato de Choukri Belaïd en manos de salafistas yihadistas con la limitación de algunas organizaciones y la ilegalización de otras.

### Europa

#### Alemania
El salafismo es un movimiento creciente en Alemania. Según la Oficina Federal para la Protección de la Constitución, el número de salafistas en Alemania se duplicó entre 2011 y 2015, pasando de 3800 a 7500. La mayor parte de estos nuevos miembros son jóvenes, y el reclutamiento se produce tanto en internet como en la propia vía pública. Existirían dos divisiones dentro del movimiento salafista: por una parte, el salafismo político, que defiende concentrar los esfuerzos de reclutamiento en no musulmanes y en musulmanes no salafistas; por otra, el salafismo yihadista, que defiende el uso de la violencia y que estaría detrás de prácticamente todos los ataques terroristas producidos en Alemania en la década de 2010.
En 2015, Sigmar Gabriel, entonces vicecanciller de Alemania, hizo la siguiente afirmación: «Necesitamos que Arabia Saudí colabore para solucionar los conflictos regionales, pero también tenemos que dejar claro que el tiempo del silencio ha terminado. Arabia Saudí financia mezquitas wahabíes por todo el mundo. En Alemania, muchos de los islamistas más peligrosos vienen de estas comunidades».

#### España
El salafismo contemporáneo es un movimiento creciente en España. Su principal zona de influencia se sitúa en Cataluña, donde los imanes salafistas han conseguido implantarse entre los jóvenes de la región y realizan labores de proselitismo. Las estimaciones del Ministerio del Interior muestran que hay 98 mezquitas y centros islámicos de tendencia salafista en España, de los cuales 50 se encuentran en Cataluña. Según la Generalidad de Cataluña, una de cada tres mezquitas catalanas están controladas por predicadores salafistas.
En España, la mayoría del adoctrinamiento salafista y del reclutamiento del movimiento salafista se hace a través de internet y en lugares públicos como asociaciones, mezquitas, centros de culto clandestinos o centros islámicos donde los predicadores y otras figuras carismáticas de tendencia salafista hacen propaganda y difunden la ideología y las prácticas salafistas y wahhabitas. Algunos de estos centros son financiados por Arabia Saudí y otros países del Golfo.
Actualmente hay dos campos ideológicos en España: uno mayoritario, el salafismo quietista, orientado a la propaganda y la predicación sin carácter político, y al reclutamiento de personas para ganar influencia en la sociedad; el otro minoritario, el salafismo yihadista, busca difundir la visión más radical del salafismo por el recurso a la violencia. Varios grupos terroristas han adoptado el salafismo para justificar sus acciones y desde los años 80 se han identificado células yihadistas en España identificadas con atentados terroristas tanto en territorio nacional, como en otros países. Los atentados del restaurante El Descanso de 1985, los atentados del 11 de marzo de 2004 y los atentados de Cataluña de 2017 fueron acciones terroristas realizados por organizaciones radicales de tendencia salafista yihadista.
Varias operaciones antiterroristas desde 2004 han asegurado que varios grupos radicales en España reciben apoyo exterior de redes yihadistas de otros países de Europa, África y Asia, en ámbitos como entrenamiento, financiación, adoctrinamiento o material.

#### Francia
El movimiento salafista en Francia es el más activo de todos los países de Europa. Su presencia está identificada desde los años 1990, influida por el proselitismo de antiguos estudiantes europeos que fueron diplomados en universidades islámicas de Arabia Saudita.
El Departamento de Información General estima la presencia de 90 lugares de culto de tendencia salafista en 2015, cinco veces más que en 2010, y según la Dirección General de la Seguridad Interior, el úmero de simpatizantes se ha triplicado de 2010 a 2015, pasando de 5000 a 15000 mientras que en 1990 Francia solo contaba con unas decenas de adeptos. Este crecimiento se ha producido principalmente en los suburbios de las aglomeraciones de París, Lyon y Marsella como consecuencia de la mediatización tras los atentados del 11 de septiembre en el World Trade Center. En Francia, las mezquitas (radicales) fueron lugares tradicionales de debate y también de reclutamiento de yihadistas antes del 11 de septiembre de 2001, actualmente, es internet la principal fuente de información religiosa y el principal proveedor de radicalidad. En efecto, desde el 2001, los salafistas yihadistas emplean cada vez más los medios de comunicación de propaganda y marketing para reclutar a la juventud.
La corriente mayoritaria en Francia es la quietista. Sus adeptos practican la da'wa salafiyya (predicación salafista) en mezquitas repartidas por toda Francia desde 1990. Este movimiento se implanta principalmente vía la predicación del imán Abdelqader Buzian. También existe una corriente salafista política como consecuencia de la llegada a Europa de dirigentes argelinos del Frente Islámico de Salvación cuando se les impidió llegar el poder en Argelia en 1991. Actualmente, el salafismo político en Francia es prácticamente ausente y solo queda una tendencia pro-FIS en el sur de Francia que se apoya en las tesis de Ali Belhadj. Francia también tiene en su territorio un salafismo yihadista latente desde los años 90. Los atentados del RER B en 1995, el atentado de enero de 2015 contra Charlie Hebdo y los atentados del 13 de noviembre de 2016 fueron perpetrados por organizaciones radicales de tendencia salafista yihadista, como el Grupo Islámico Armado y el Estado Islámico.
Toda expresión salafista en Francia está controlada por las autoridades y, en muchos casos, censurada. Los sheijs salafistas tienen prohibida su estancia en Francia y las conferencias y reuniones de tendencia salafista son suspendidas para evitar la difusión de ideologías y prácticas rigoristas y el adoctrinamiento radical.

#### Reino Unido
El salafismo comienza un ascenso pronunciado en Reino Unido a partir de 1990. La población musulmana en ese momento es de entre 1.6 y 1.8 millones de musulmanes, de los cuales, dos tercios provienen del sudeste asiático. La comunidad más grande era la tradición Barelvi, seguida de la comunidad deobandi. Las ideas salafistas comienzan a introducirse gracias a la financiación de Arabia Saudí y tienen en The Society for the Revival of the Prophetic Way a la organización a través de la cual realiza esa labor misionera. El líder era Abu Muntasir, considerado el padre del salafismo en Reino Unido. Los salafistas comienzan a criticar las tradiciones musulmanas previas, quieren un único Islam y por ello atacan a estas diferentes formas de ver su religión. Niegan la autoridad de las mismas y se escudan en su lectura del Corán y de la Sunna. Además utilizan el argumento de que ellos provienen de universidades y tienen estudios teológicos superiores, por lo tanto lo que ellos dicen tiene más poder que unas tradiciones centenarias. Este mensaje terminará calando sobre todo entre los jóvenes musulmanes de segunda generación.
Los atentados de Nueva York del 11 de septiembre de 2001 y los de Londres del 7 de julio de 2005 marcan un cambio en la estrategia de los salafistas británicos. Estos comienzan a querer dar una imagen de ser británicos y se implican en obras de caridad junto a otras organizaciones no musulmanas. La atracción de jóvenes musulmanes a esta ideología tendría cinco causas:
1) La extensión global del discurso salafista gracias al dinero saudí.
2) Una buena recepción por parte de la juventud musulmana ya nacida en el país en busca de una identidad religiosa.
3) El atractivo de una ideología que crecía como resultado de la competencia con tendencias islámicas rivales, debates dentro del salafismo y su posterior ruptura en la década de los 90.
4) Se genera una contra respuesta frente al salafismo que invita a esta ideología a repensar ciertos principios en el caso de salafistas más moderados.
5) La repercusión de los atentados en el nuevo milenio, los cuales forzaron a la introspección y convergencia del movimiento.

#### Suecia
Los representantes de la mezquita en Gävle han promovido el salafismo. Según el investigador Aje Carlbom de la Universidad de Malmö, la principal organización detrás del salafismo en Suecia es el Centro Dawwa Unido Sueco, abreviado SUDC por sus siglas en inglés.
El SUDC ha sido caracterizado como salafista por investigadores en la Universidad de Estocolmo y tiene muchas relaciones con la británica Abdur Raheem Green. Según el profesor Mohammed Fazlhashemi, el salafismo se opone a la teología racional y se basa en un profundo odio al islam chíita. El movimiento propondría que las mujeres pasen a ser ciudadanas de segunda clase y que se les prohíba salir de casa sin un acompañante masculino, además de que se les excluya tanto del ámbito educativo como del laboral. Tres organizaciones islámicas en Malmö han invitado a conferenciantes con posiciones explícitamente antisemitas y homófobas, como Salman al-Ouda. Una de las organizaciones, Alhambra, es una sociedad estudiantil en la Universidad de Malmö.
En Hässleholm, la Ljusets moské (en español: la mezquita de la luz) promueve una visión de los musulmanes chíitas como apóstatas y «traidores» a través de las redes sociales. El imán de la mezquita, Abu al-Hareth, fue condenado a seis años de prisión en 2009 por el intento de asesinato de un musulmán chíita de origen iraquí. Un miembro de la mezquita prendió fuego a una mezquita chíita en Malmö.
El Servicio de Seguridad Sueco (dependiente del Ministerio de Justicia sueco) afirmó que el número de yihadistas en Suecia se había multiplicado, cifrándose en los miles en 2017, cuando en 2010 se cifraba en unos 200.

### Oriente Medio

#### Arabia Saudí
Durante los años 1960 emerge en Arabia Saudita un fenómeno salafista conocido como «neo-salafismo» influido por la llegada de nuevas influencias ideológicas en Medina de la mano de Nasir al-Din al-Albani. Las enseñanzas de al-Albani tuvieron gran repercusión en la escena religiosa saudí, en particular, en la formación de la Jama'a al-salafiyya al-muhtasiba (JSM), una organización de naturaleza salafista que tenía como objetivo promover un wahabismo purificado y exento de innovaciones e interpretaciones. Defendían una lectura estricta y literalista del Corán y del hadiz como única fuente religiosa verdadera y rechazaban la imitación (taqlid) y las teorías de teólogos como Ibn Taimiyya, Ibn Hanbal o Ibn Abd el-Wahab. En 1970, Juhayman al-Utaybi se convirtió el líder de la JSM gracias a su carisma, su edad y su origen tribal. El 20 de noviembre de 1979, un grupo de 300 miembros del JSM liderado por al-Utaybi protagonizaron La Rebelión de La Meca, una toma armada del lugar más sagrado del islam, con el objetivo de consagrar a uno de los miembros del JSM, Mohamed al Qahtani, como el mahdi.

## Críticas
El movimiento salafista contemporáneo es objeto de vivas críticas entre los musulmanes. Se le reprocha en particular su interpretación literal de los textos religiosos, especialmente del Corán y de la Sunna, olvidando su contexto y su espíritu, tanto en sus aspectos teológicos como jurídicos.

### Oposición islámica
Académicos de la Universidad de al-Azhar de El Cairo publicaron un tratado de opiniones religiosas titulado al-Radd (La Respuesta) para refutar las ideas del movimiento Salafi. El al-Radd señala numerosas aberraciones salafíes. En términos de oraciones rituales solamente señalan como objetos de crítica las siguientes afirmaciones salafíes:
- La afirmación de que está prohibido recitar el nombre de Dios durante las abluciones menores [Fetua 50]
- La afirmación de que es obligatorio para hombres y mujeres llevar a cabo la ablución mayor de los viernes [Fetua 63]
- La afirmación de que está prohibido tener un perro por razones distintas a la caza [Fetua 134]
- La afirmación de que está prohibido usar alcohol para los perfumes [Fetua 85].

Uno de los autores de al-Radd, el profesor de leyes Anas Abu Shady afirma que, «ellos [los salafíes] quieren serlo todo para todos. Les interesa no sólo lo evidente (al-zahir), aunque la mayoría de su ley se remonta al Muhalla [del académico zahirí Ibn Hazm], sino que también están convencidos de que ellos solos entienden lo oculto (al-batin)».
El académico sirio Mohamed Said Ramadan Al-Bouti escribió varios libros refutando el salafismo, que incluyen Al-La Madhhabiyya (Abandonar los Madhhabs) es la Bid‘ah más Peligrosa que Amenaza a la Shari'a Islámica (Damasco: Dar al-Farabi 2010), así como Al-Salafiyya fue una época bendecida, no una escuela de pensamiento (Damasco: Dar al-Fikr, 1990). Este último es probablemente la refutación más famosa del salafismo en el siglo XX.
Numerosas refutaciones académicas del salafismo han sido escritas en idioma inglés por Khaled Abou El Fadl de la Escuela de Leyes de UCLA, Timothy Winter de la Universidad de Cambridge y G.F. Haddad. El Fadl afirma que grupos fanáticos como al-Qaeda «derivan sus premisas teológicas del puritanismo intolerante de los credos wahabí y salafí». Sugiere también que la intolerancia extrema e incluso la aprobación al terrorismo manfiestas en el wahabismo y el salafismo representan una desviación de las tradiciones musulmanas históricas. El-Fadl afirma también que la metodología salafí «derivó en asfixiante apologética» hacia la mitad del siglo XX, una reacción contra la «ansiedad» surgida al intentar «hacer al islam compatible con la modernidad», por sus líderes en décadas anteriores.
De acuerdo con la Fundación As-Sunnah de América, existe una fuerte oposición hacia los movimientos salafí y wahabí por parte de una larga lista de académicos suníes. El gobierno saudí ha recibido críticas por dañar la herencia islámica de miles de años en Arabia Saudita. Por ejemplo, ha existido alguna controversia sugiriendo que los proyectos de expansión de la mezquita de La Meca y la ciudad misma están causándole daño a la herencia islámica. Muchos edificios antiguos, algunos de más de mil años, han sido demolidos para hacer espacio no solo a la Másyid al-Haram, sino también a nuevos centros comerciales y hoteles. Algunos salafíes que asistieron a una conferencia al respecto por The City Circle en el Reino Unido, sin embargo, se mostraron igualmente en contra de esto.

### Crítica sociológica
Aunque los salafíes afirman restablecer los valores islámicos y proteger la cultura islámica, las observaciones sociológica muestran que con frecuencia interpretan esto en una manera que discrepa de las tradiciones islámicas, en tanto algunos miembros del movimiento consideran que algunos elementos tradicionales de la cultura islámica, como la música, la poesía, la literatura y la filosofía son obras del diablo. En general, los salafíes no adhieren a las comunidades islámicas tradicionales, y aquellos que lo hacen con frecuencia se oponen a los valores islámicos tradicionales.

### Personalidades salafistas
- Abu Bakr al-Baghdadi, califa del Estado Islámico.
- Abd al-Aziz ibn Baz, Gran Muftí de Arabia Saudí.
- Abdullah el-Faisal, rey de Arabia Saudí.
- Abu Qutada, clérigo jordano.
- Juhayman al-Otaybi.
- Muhammad ibn al Uthaymin.
- Muhammad Nasiruddine al Albani.
- Mohamed Yusuf (Boko Haram).
- Osama bin Laden, clérigo saudí que desarrolló y lideró al-Qaeda.
- Rabee Al-Madkhali.
- Alal el Fassi.
- Ali Belhadj.
- Mustafá Setmarian.

### Filmografía
- Salem, Lemine Ould Mohammed; Margolin François (2016). Salafistes. Francia

- Salafismes au 20e siècle, conférence de Dominique Thomas dans le cadre de l'Université de tous les savoirs, Service du Film de Recherche Scientifique, Vanves; CERIMES, 2008, 88' (DVD)